# Ораховиця
Орахо́виця (хорв. Orahovica) — місто в східній Хорватії в західній Славонії, адміністративно підпорядковане Вировитицько-Подравській жупанії. 

## Положення
Ораховиця лежить на схилах гори Папук. Повз місто проходить автострада M3 Вараждин-Копривниця-Нашиці-Осієк. Ораховиця це найважливіше туристичне місце Вировитицько-Подравинського округу. Вона набула статусу міста в 1997 році. Назва міста походить від хорватського слова orah, що означає дерево волоського горіха.
Розташоване неподалік міста озеро Ораховиця пропонує різні види відпочинку, особливо в теплу пору року. Можливості риболовлі розкриваються на прилеглому зарибненому ставку Ґрудняк.

## Економіка
Ораховиця має добре розвинену промисловість (виробництво плитки, панелей, паркету, виноробство, переробка фруктів і овочів, металообробка тощо). Сільське господарство відіграє важливу роль для економіки міста (рослинництво і тваринництво, прісноводне рибальство, фруктові сади і виноградники).

## Історія
В історії Ораховиця вперше згадується в грамоті короля Андрія II з 1228 року. 
У XV і 1-й половині XVI сторіччя місто переживало розквіт. 1543 року Ораховицю захопили турки, які владарювали в цьому краю аж до 1687 р. За цей період місто стало відомим санджаком. У ХХ столітті місто було центром великого муніципалітету з добре розвиненою промисловістю та сільським господарством. Під час Хорватської війни за незалежність Ораховиця постраждала від неодноразових обстрілів.

## Населення
Населення громади за даними перепису 2011 року становило 5 304 осіб. Населення самого міста становило 3954 осіб.
Динаміка чисельності населення громади:
Динаміка чисельності населення міста:
Більшість населення становлять хорвати.
| Ораховиця        |               |               |               |               |               |
| Роки перепису    | 2001          | 1991          | 1981          | 1971          | 1961          |
| Хорвати          | 3519 (82,56%) | 2999 (69,51%) | 2593 (64,74%) | 2587 (76,26%) | 2453 (80,82%) |
| Серби            | 478 (11,21%)  | 771 (17,87%)  | 618 (15,43%)  | 604 (17,80%)  | 495 (16,30%)  |
| Югослави         | 0             | 218 (5,05%)   | 649 (16,20%)  | 118 (3,47%)   | 19 (0,62%)    |
| Інші та невідомі | 265 (6,21%)   | 326 (7,55%)   | 145 (3,62%)   | 83 (2,44%)    | 68 (2,24%)    |
| Всього           | 4262          | 4314          | 4005          | 3392          | 3035          |

## Населені пункти
Крім міста Ораховиця, до громади також входять: 
- Бієлєвина-Ораховицька
- Црквари
- Долці
- Доня Пиштана
- Дузлук
- Горня Пиштана
- Карловаць Феричанацький
- Кокочак
- Магадиноваць
- Нова Йошава
- Стара Йошава
- Шумедже

## Клімат
Середня річна температура становить 10,83°C, середня максимальна – 24,76°C, а середня мінімальна – -5,36°C. Середня річна кількість опадів – 764 мм.
| Клімат міста                                  | Клімат міста | Клімат міста | Клімат міста | Клімат міста | Клімат міста | Клімат міста | Клімат міста | Клімат міста | Клімат міста | Клімат міста | Клімат міста | Клімат міста | Клімат міста |
| Показник                                      | Січ.         | Лют.         | Бер.         | Квіт.        | Трав.        | Черв.        | Лип.         | Серп.        | Вер.         | Жовт.        | Лист.        | Груд.        |              |
| Середній максимум, °C                         | 6,42         | 7,90         | 12,34        | 16,60        | 21,60        | 24,76        | 24,15        | 23,77        | 19,64        | 14,48        | 8,90         | 4,73         |              |
| Середня температура, °C                       | 0,54         | 2,01         | 6,45         | 10,71        | 15,71        | 18,89        | 20,82        | 20,44        | 16,31        | 11,16        | 5,56         | 1,39         |              |
| Середній мінімум, °C                          | −5,36        | −3,87        | 0,56         | 4,82         | 9,82         | 13,00        | 17,48        | 17,12        | 12,98        | 7,82         | 2,24         | −1,93        |              |
| Норма опадів, мм                              | 47           | 44           | 47           | 59           | 72           | 97           | 70           | 69           | 58           | 66           | 75           | 60           |              |
| Середньомісячна швидкість вітру, м/с          | 2.22         | 2.46         | 2.72         | 2.63         | 2.34         | 2.15         | 2.11         | 1.92         | 1.96         | 2.04         | 2.18         | 2.26         |              |
| Середньомісячна сонячна радіація, кДж/м²·день | 4219         | 6985         | 10801        | 15254        | 19236        | 21150        | 22130        | 20094        | 14814        | 9216         | 4814         | 3597         |              |
| --------------------------------------------- | ------------ | ------------ | ------------ | ------------ | ------------ | ------------ | ------------ | ------------ | ------------ | ------------ | ------------ | ------------ | ------------ |
| Джерело:                                      |              |              |              |              |              |              |              |              |              |              |              |              |              |